# John Bosco Panya Kritcharoen

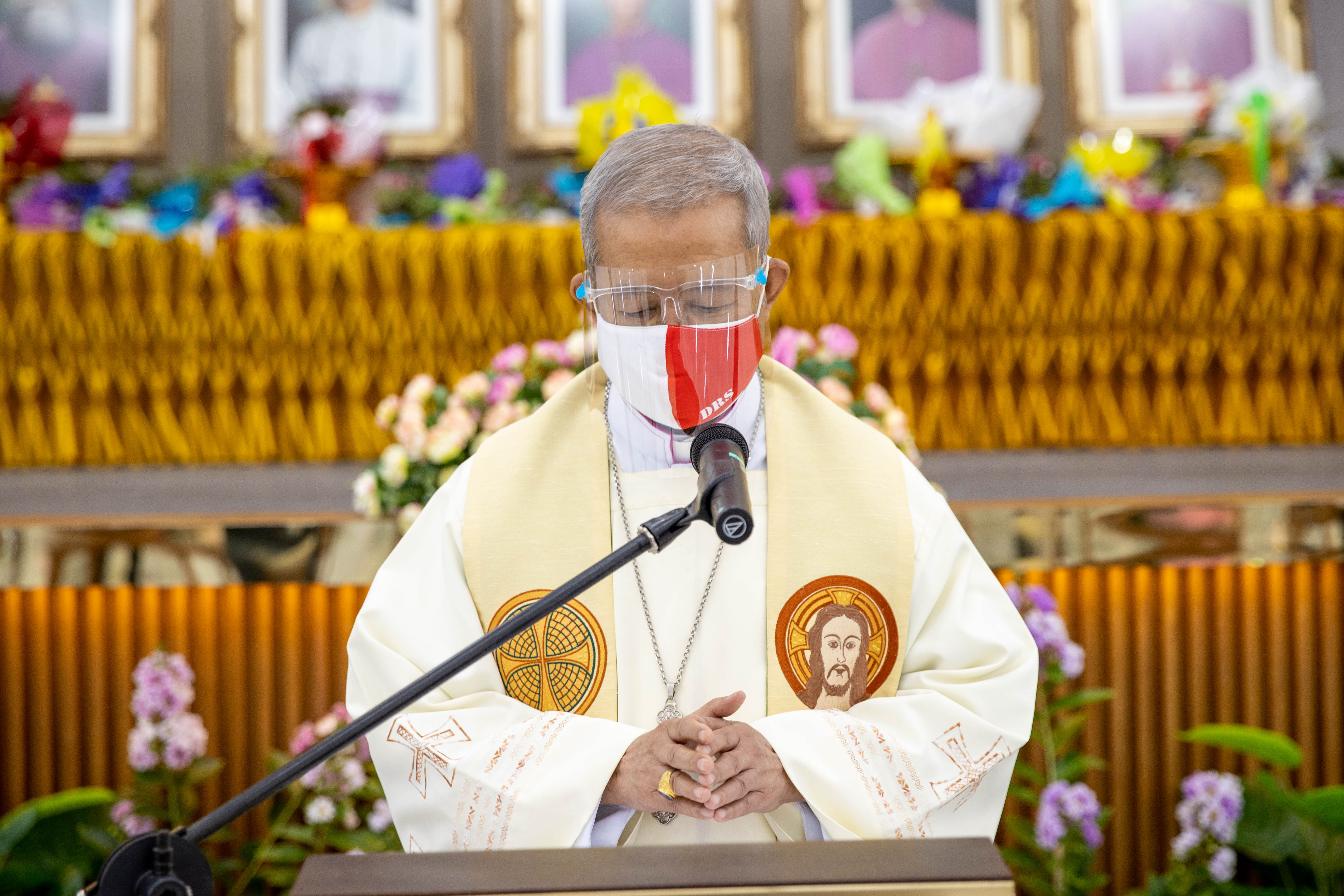
John Bosco Panya Kritcharoen

Bischofswappen von John Bosco Panya Kritcharoen.

John Bosco Panya Kritcharoen (Thai ปัญญา กฤษเจริญ; * 18. Dezember 1949 in Khlong Bang Tan, Banpong; † 6. Januar 2025) war ein thailändischer römisch-katholischer Geistlicher und Bischof von Ratchaburi.

## Leben
John Bosco Panya Kritcharoen empfing am 22. Mai 1976 die Priesterweihe.
Papst Johannes Paul II. ernannte ihn am 18. März 2005 zum Bischof von Ratchaburi. Der Erzbischof von Bangkok, Michael Michai Kardinal Kitbunchu, spendete ihm am 28. Mai desselben Jahres die Bischofsweihe; Mitkonsekratoren waren Erzbischof Salvatore Pennacchio, Apostolischer Nuntius in Thailand, Singapur und Kambodscha und Apostolischer Delegat in Myanmar, Laos, Malaysia und Brunei Darussalam, sowie Lawrence Thienchai Samanchit, Bischof von Chanthaburi.
Papst Franziskus nahm am 13. Juni 2023 seinen vorzeitigen Rücktritt an.